# Lista odcinków serialu Resurrection
Poniżej znajduje się lista odcinków serialu telewizyjnego  Resurrection – emitowanego przez amerykańską stację telewizyjną   ABC od 9 marca 2014 roku. W Polsce serial nie był jeszcze emitowany. 

## Przegląd sezonów
| Sezon | Sezon | Odcinki | Premiera sezonu  | Finał sezonu     | Wydanie DVD     | Wydanie DVD | Wydanie DVD     |
| Sezon | Sezon | Odcinki | Premiera sezonu  | Finał sezonu     | Region 1        | Region 2    | Region 4        |
| ----- | ----- | ------- | ---------------- | ---------------- | --------------- | ----------- | --------------- |
|       | 1     | 8       | 9 marca 2014     | 4 maja 2014      | 10 czerwca 2014 | N/A         | 6 sierpnia 2014 |
|       | 2     | 13      | 28 września 2014 | 25 stycznia 2015 | N/A             | N/A         | N/A             |

### Sezon 1 (2014)
| Nr | # | Tytuł                | Reżyseria           | Scenariusz                    | Premiera         | Premiera |
| -- | - | -------------------- | ------------------- | ----------------------------- | ---------------- | -------- |
| 1  | 1 | The Returned         | Charles McDougall   | Aaron Zelman                  | 9 marca 2014     |          |
| 2  | 2 | Unearth              | Dan Attias          | Thomas Schnauz                | 16 marca 2014    |          |
| 3  | 3 | Two Rivers           | Kevin Dowling       | Nicki Paluga                  | 23 marca 2014    |          |
| 4  | 4 | Us Against the World | Ron Underwood       | Nathaniel Halpern             | 30 marca 2014    |          |
| 5  | 5 | Insomnia             | Christopher Misiano | Michele Fazekas, Tara Butters | 6 kwietnia 2014  |          |
| 6  | 6 | Home                 | Scott Winant        | Jessica Mecklenburg           | 13 kwietnia 2014 |          |
| 7  | 7 | Schemes of the Devil | Dan Attias          | Nathan Louis Jackson          | 27 kwietnia 2014 |          |
| 8  | 8 | Torn Apart           | Dan Attias          | Aaron Zelman                  | 4 maja 2014      |          |

### Sezon 2 (2014-2015)
| Nr | #  | Tytuł          | Reżyseria           | Scenariusz                          | Premiera             | Premiera |
| -- | -- | -------------- | ------------------- | ----------------------------------- | -------------------- | -------- |
| 9  | 1  | Revelation     | Christopher Misiano | Aaron Zelman                        | 28 września 2014     |          |
| 10 | 2  | Echoes         | Dan Lerner          | Stephanie SenGupta Nicki Paluga     | 5 października 2014  |          |
| 11 | 3  | Multiple       | Ron Underwood       | Tony Basgallop Nathan Louis Jackson | 12 października 2014 |          |
| 12 | 4  | Old Scars      | John Stuart Scott   | Pat Charles Nathaniel Halpern       | 19 października 2014 |          |
| 13 | 5  | Will           | Stephen Cragg       | Michele Fazekas Tara Butters        | 26 października 2014 |          |
| 14 | 6  | Afflictions    | Christopher Misiano | Stephanie SenGupta                  | 2 listopada 2014     |          |
| 15 | 7  | Miracles       | Colin Bucksey       | Tony Basgallop                      | 9 listopada 2014     |          |
| 16 | 8  | Forsaken       | Constantine Makris  | Nicki Paluga                        | 30 listopada 2014    |          |
| 17 | 9  | Aftermath      | Kevin Dowling       | Steve Cwik                          | 7 grudnia 2014       |          |
| 18 | 10 | Prophecy       | Christopher Misiano | Aaron Zelman                        | 4 stycznia 2015      |          |
| 19 | 11 | True Believer  | Vincent Misiano     | Pat Charles                         | 11 stycznia 2015     |          |
| 20 | 12 | Steal Away     | Félix Alcalá        | Nathan Louis Jackson                | 18 stycznia 2015     |          |
| 21 | 13 | Love in Return | Dan Attias          | Nathaniel Halpern                   | 25 stycznia 2015     |          |